# Emanuel Poku
Emanuel Poku (19 juli 2005) is een Nederlands voetballer die doorgaans als aanvaller speelt. Hij komt uit voor Almere City FC.

## Carrière
Poku doorliep de jeugdopleiding van Almere City FC. Op 24 mei 2024 kreeg hij daar op 17-jarige leeftijd zijn eerste profcontract aangeboden. In het seizoen 2024/25 komt Poku vooral uit voor Jong Almere, in de Tweede divisie. Hij maakte zijn debuut voor het eerste op 16 augustus 2024, tegen Fortuna Sittard (0-3). Hij verving in de elfde minuut de geblesseerde Thomas Robinet.

## Persoonlijk
Emanuel Poku is een broer van Ernest Poku.

## Statistieken
| Seizoen | Club                | Competitie     | Competitie | Competitie | Beker | Beker | Overig | Overig | Totaal | Totaal |
| Seizoen | Club                | Competitie     | Wed.       | Dlp.       | Wed.  | Dlp.  | Dlp.   | Dlp.   | Wed.   | Dlp.   |
| ------- | ------------------- | -------------- | ---------- | ---------- | ----- | ----- | ------ | ------ | ------ | ------ |
| 2023/24 | Jong Almere City FC | Tweede divisie | 15         | 7          | –     | –     | –      | –      | 15     | 7      |
| 2024/25 | Jong Almere City FC | Tweede divisie | 26         | 15         | –     | –     | –      | –      | 26     | 15     |
| 2024/25 | Almere City FC      | Eredivisie     | 4          | 0          | 0     | 0     | 0      | 0      | 4      | 0      |
| Totaal  |                     |                | 45         | 22         | 0     | 0     | 0      | 0      | 45     | 22     |

Bijgewerkt op 22 juni 2025.